# 백색질

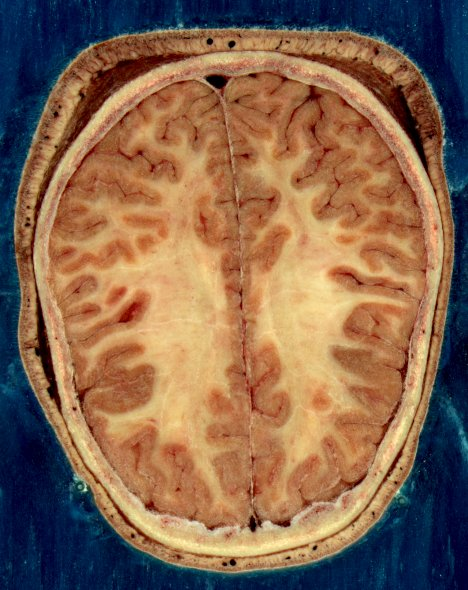
성인 남자의 뇌. 회색질과 백색질이 보인다.

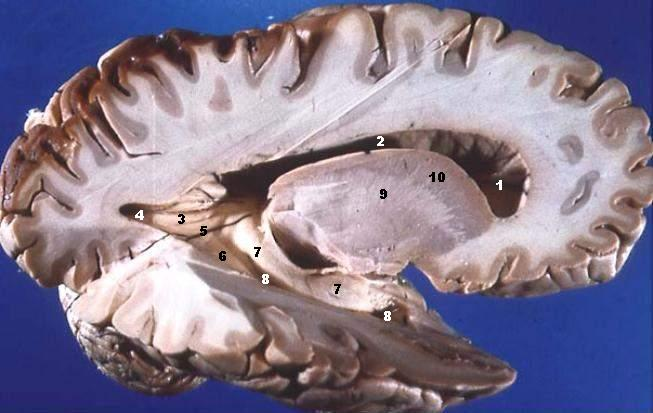
인간 뇌 횡단면. 회색질과 백색질이 보인다.

백색질(White Matter)은  대뇌와 뇌량, 척수에 위피하며 중요한 역할은 한다. 주로 수초화된 축삭으로 이루어져 있다.
백색질은 회색질과 다르게 수초로 둘러쌓여 있어 흰색을 띈다.

## 백색질의 연구
백색질의 연구는 이탈리아의 해부학자 니콜라스 스테노와 토머스 윌리스가 뇌 해부학에 중요한 기여를 하면서 진행되었다고 본다. 윌리스의 저서 Cerebri Anatome (1664년)은 백색질 연구의 시초로 볼 수 있다.
루이앙투안 랑비에은 수에 대한 연구와 백색질의 기능을 이해하는데 기여했다.
Barkovich, A. J. (2000)은 현대의 뇌 영상 기술을 사용하여 백색질의 발달과 수초 형성 과정을 설명하는 연구이다.
Zalc, B. & Colman, D. R. (2000)은 백색질과 수초의 진화적 의미를 탐구한 논문이다.

## 같이 보기
- 대뇌 피질
- 대뇌 수질
- 말이집